# Quinta da Fidalga

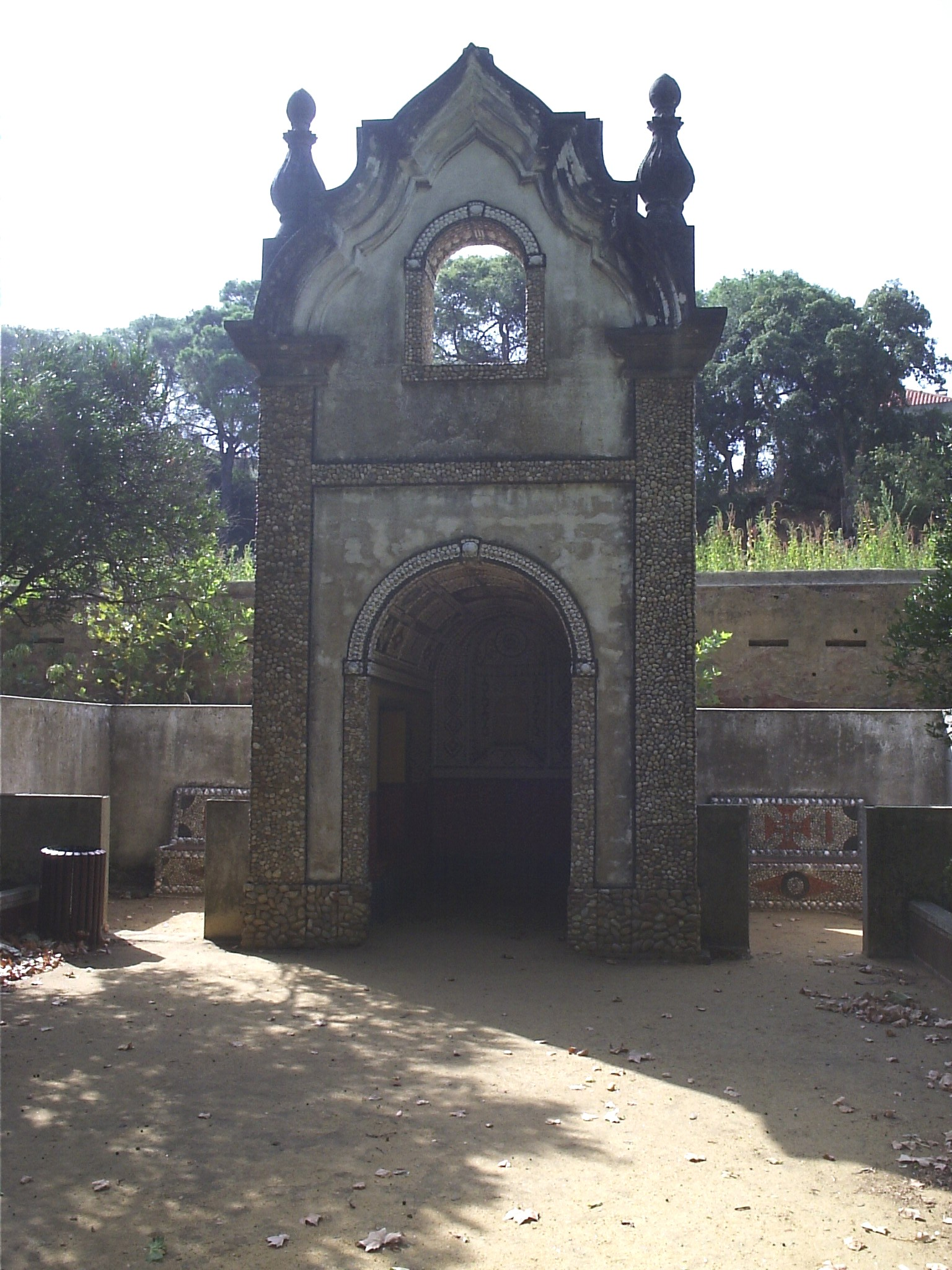
Pequena capela nos jardins da Quinta da Fidalga

A Quinta da Fidalga, também designada por Casa da Quinta da Fidalga, Quinta de Vale de Grou, Quinta do Salema e Quinta de Vasco da Gama, é um monumento histórico localizado na cidade do Seixal, da margem esquerda da magnífica Baía do Seixal.
Em 2021, foi iniciado o processo administrativo com vista à classificação da Quinta como Imóvel com Interesse.

## História
A fundação da quinta remonta ao século XV, estando historicamente associada a Paulo da Gama, o célebre irmão de Vasco da Gama, que se fixou no Seixal para assistir à construção das caravelas que supostamente o levariam à Índia.
O nome original era Quinta do Vale do Grou, até que foi mudado por tradição popular para "da Fidalga" por no sec. XIX ali ter estado enclausurada uma das filhas da casa, D. Maria Bernardina da Gama Lobo de Saldanha e Sousa, impedida de casar com um oficial de uma família com tendencias políticas contrárias à sua.
Foi até à sua venda à Câmara do Seixal propriedade da família Gama Lobo Salema, morgados de Alverca, escrivães da Fazenda etc., sendo a quinta referida mais frequentemente como o solar de veraneio dos Gamas.
Em 1952, o palacete e os arruamentos da quinta sofreram intervenções arquitectónicas conduzidas por Raul Lino, que distribuiu alguns azulejos, de variadas épocas por vários pontos da propriedade.
A Quinta da Fidalga é propriedade da Câmara Municipal do Seixal desde 2001.

## Descrição
Teve desde a sua construção funções agrícolas ou de lazer, e, durante o século XVIII, destacava-se entre as demais pelos seus pomares citrinicos, o que não admira, visto que a região citada sempre sobressaiu pelos belos pomares, hoje destruídos. Contudo, ainda hoje a Quinta da Fidalga conserva algumas árvores dessa época, entre muitas outras, o que tornam os jardins da quinta um complexo raro e valioso de jardins, quase único em Portugal. Para além disso a quinta conta com um sofisticado sistema de rega.
Distingue-se também pelo grande Lago de Maré, que constitui um monumento raro ou quase único na arquitectura hidráulica europeia. Para além do lago, ao subir umas pequenas escadas, encontrar-se-á o antigo poço, em ferro - que ainda funciona - que antigamente levava água ao palacete e à casa dos caseiros.
O palacete, grande e robusto, assemelha-se a uma grande casa de campo. Branco, de telhas avermelhadas, acolheu durante alguns largos meses Paulo da Gama e, depois, o irmão, Vasco da Gama. O rico palacete acolhe no seu interior uma capela, integrada ali século XX, em substituição de outra mais antiga. A capela encontra-se revestida por azulejos portugueses do século XVIII. Por sobre a porta da mesma, permanece um friso cuja escultura detalhada e precisa é um dos «ex-libris» da quinta seixalense. Apresenta as armas da família Miranda Henriques, e terá sido trazida de outra propriedade da família, quando os Gama Lobo Salema herdaram os morgadios dos Condes de Sandomil, que incluia o solar desta família em Setubal entre outras.
«Ex-libris» é também a fonte que permanece em frente a essa capela, que, com a estranha forma de um peixe, foi trazida da Índia por Vasco da Gama.
Existem várias estátuas asiáticas espalhadas por toda a grande quinta. Quase todas as fontes que embelezam os jardins, são enriquecidas com algumas dessas esculturas, algumas bastante originais, como é o caso da fonte que se localiza do lado esquerdo da casa dos caseiros, onde é proibído permanecer.
Os jardins estão repletos de azulejos, na sua maioria hispano-árabes.
Pelos jardins da quinta estão espalhadas maravilhas arquitectónicas portuguesas de meados do século XVII, entre elas, uma capela revestida a conchas e seixos, vários assentos com o mesmo revestimento, e fontes. Esses elementos formam desenhos magníficos e uma das fontes que se encontra revestida assim faz alusões às caravelas que levaram a oste eterna portuguesa a terras indianas.

## Oficina de Artes Manuel Cargaleiro
Em 2014, foi inaugurada em terrenos da Quinta da Fidalga a Oficina de Artes Manuel Cargaleiro. Edifício com projeto arquitetónico de Siza Vieira, tem por objetivo promover a arte contemporânea, em particular a obra de Manuel Cargaleiro, assim como as coleções da Fundação Manuel Cargaleiro, através da realização de exposições temporárias, do desenvolvimento de atividades educativas no âmbito da sua programação e da promoção de parcerias com organismos congéneres.